# Bengt Rodhe
Bengt Karl Viktor Rodhe, född 18 september 1901 i Gnarp, Hälsingland, död 2 maj 1968 i Växjö, var ensvensk kompositör, musikarrangör, sångare och pianist. Han var sonson till skolmannen B.C. Rodhe.
Bengt Rodhe studerade vid Musikaliska Akademien i Stockholm och i Berlin. Han komponerade och arrangerade filmmusik på 1930-talet. Han blev senare kapellmästare i Boden och musikchef vid radion i Luleå. Därefter flyttade han till Växjö 1947 och blev pianolärare vid musikskolan där. Han skrev två symfonier, en violinkonsert, sånger och en operett. 

## Filmmusik
- 1937 – Laila
- 1943 – När jorden